# Port Huron Flags
Port Huron Flags byl profesionální americký klub ledního hokeje, který sídlil v Port Huronu ve státě Michigan. V letech 1962–1981 působil v profesionální soutěži International Hockey League. Flags ve své poslední sezóně v IHL skončily ve čtvrtfinále play-off. Klub byl během své existence farmou Detroitu Red Wings. Své domácí zápasy odehrával v hale McMorran Place s kapacitou 3 400 diváků.
Jednalo se o trojnásobného vítěze Turner Cupu (sezóny 1965/66, 1970/71 a 1971/72).

## Historické názvy
Zdroj: 
- 1962 – Port Huron Flags
- 1971 – Port Huron Wings
- 1974 – Port Huron Flags

## Úspěchy
- Vítěz Turner Cupu ( 3× )
  - 1965/66, 1970/71, 1971/72

## Přehled ligové účasti
Zdroj: 
- 1962–1969: International Hockey League
- 1969–1970: International Hockey League (Severní divize)
- 1970–1971: International Hockey League
- 1971–1980: International Hockey League (Severní divize)
- 1980–1981: International Hockey League (Východní divize)